# Escut de Toses

Escut oficial de Toses

L'escut oficial de Toses té el següent blasonament:
Escut caironat: d'or, una palmera arrencada de sinople acompanyada de 2 escudets triangulars curvilinis de gules carregats d'una creu plena d'argent un a cada costat. Per timbre una corona de baró.

## Història
Va ser aprovat l'1 d'abril de 1985 i publicat al DOGC el 14 de juny del mateix any amb el número 550.
La palmera és l'atribut de sant Cristòfol, patró de la localitat. Els escudets a banda i banda porten les armes dels Urtx, primers senyors de la baronia de Toses, també representada per la corona dalt de l'escut.